# Sultán bin Abdulaziz
Sultán bin Abdulaziz Al Saúd (en árabe: صاحب السمو الملكي الأمير سلطان بن عبدالعزيز آل سعود, Riad, 5 de enero de 1928-22 de octubre de 2011) fue el príncipe heredero y vice primer ministro de Arabia Saudita, ministro de la Defensa y de Aviación Civil e inspector general del Reino.

## Primeros años y familia
Sultán era el hijo 18.º de 36 del fundador del país, el rey Abdulaziz bin Saúd. Recibió educación temprana en la religión (por ulemas), en la diplomacia y en la cultura moderna, junto con sus hermanos en la corte real. Según las cifras oficiales, Sultán adquirió sus habilidades en los viajes alrededor del mundo y en la lectura.
El príncipe Sultán pertenece a los Siete Sudairíes, el poderoso grupo dentro de la familia real constituido por siete hermanos y los hijos de rey Ibn Saúd y su esposa favorita Hassa bint Sudairi. El príncipe Náyef bin Abdulaziz de Arabia Saudita, ministro del Interior, y el príncipe Salmán bin Abdulaziz, gobernador de Riad, son también parte de los Siete Sudairíes. Hijo de Sultán, el príncipe Bandar bin Sultán, fue desde 1983 hasta la muerte del rey saudita Fahd bin Abdulaziz en 2005, embajador en los Estados Unidos. El príncipe Jálid bin Sultán, otro hijo de Sultán, es diputado y ministro de Defensa y fue un conocido general saudita en la Segunda Guerra del Golfo en 1991.
En el 2004 Sultán fue sometido a una cirugía por cáncer. El príncipe Sultán se ha casado en varias ocasiones. De estos matrimonios le han surgido más de 16 hijos y 17 hijas. Su segunda esposa, la princesa Munira bint Musaid bin Jalawi, aparece en los medios de comunicación sauditas como su esposa principal.
Las hijas del príncipe Sultán son políticamente fuertes gracias a la esfera social y económica activa de su padre. Su hija, la princesa Atab Rima, es miembro de las oficinas ejecutivas de Al-Manahil Centros en Riad para las mujeres y sus hijos. Otra hija, la princesa Munira, es una conocida y exitosa mujer de negocios.

## Política
El rey Ibn Saúd lo nombró el 2 de junio de 1947 gobernador (emir) de la capital de la provincia de Riad. 

### Ministro
Después de la muerte del rey Ibn Saúd estuvo en el Primer Consejo de Ministros del país, el 24 de diciembre de 1953 fue nombrado ministro de Agricultura y el 5 de noviembre de 1955 fue nombrado ministro de Transporte y Comunicaciones. Durante su tiempo como ministro, supervisó la construcción de un enlace ferroviario entre Riad y Dammam, en la costa del golfo Pérsico, zona rica en petróleo, en el este del país; así como la construcción de carreteras y líneas de transporte. 
Desde el 21 de octubre de 1962 fue ministro de Defensa y Aviación Civil e inspector general. En este cargo visitó las fuerzas armadas de Arabia Saudita con sus homónimos de los Estados Unidos y Gran Bretaña, donde se exhibieron las modernas y bien equipadas fuerzas armadas que en 2004, el ejército se constituía de 124 500 hombres, que crecerá con las comisiones estatales de armas venir. El príncipe Sultán es presidente del Consejo de Vigilancia de la aerolínea nacional de Arabia Saudita, Saudi Arabian Airlines. La línea aérea internacional maneja una gran parte de la peregrinación anual a La Meca y Medina.
En julio de 1982, su hermano, el entonces rey Fahd bin Abdelaziz, lo declara como «segundo viceprimer ministro», puesto que tanto Fahd como su sucesor, el rey Abdalá bin Abdelaziz ocuparon antes de ser príncipe heredero. El 1 de agosto de 2005, después de la muerte de Fahd, el príncipe Sultán es coronado como el nuevo príncipe, a pesar de que estaba teniendo dificultades con el nuevo Rey.

### Muerte
El príncipe murió el 22 de octubre de 2011 a causa de un cáncer de colon en un hospital de Nueva York.

## Títulos y tratamientos
Esta tabla aún no está actualizada. Puedes contribuir aportando información sobre títulos y tratamientos de esta persona.

## Distinciones honoríficas

### Distinciones honoríficas saudíes
- Caballero de primera clase de la Orden de Abdulaziz Al Saúd (1973).

### Distinciones honoríficas extranjeras
- Caballero gran cruz de la Orden del Mérito Civil (Estado español, 15/06/1966).[2]
- Gran oficial de la Orden Nacional del Mérito (República Francesa, 1973).
- Caballero gran cruz de la Orden Nacional de Chad (República de Chad, 1972).
- Caballero gran cruz de la Orden del León de Senegal (República de Senegal, 1972).
- Caballero gran cordón de la Orden del Libertador (República Bolivariana de Venezuela, 1975).
- Caballero gran cruz de la Real Orden de Isabel la Católica (Reino de España, 15/06/1981).[3]
- Caballero gran cruz de la Orden al Mérito de la República Italiana (República Italiana, 19/07/1997).[4]
- Caballero gran cruz de la Real y Distinguida Orden de Carlos III (Reino de España, 06/06/2008).[5]
- Caballero Gran Cruz de la Orden del Mérito de Níger (República del Níger).
- Miembro de Primera Clase de la Orden de Kuwait (Estado de Kuwait).
- Caballero Gran Cordón de la Orden del Nilo (República Árabe de Egipto).
- Miembro de Segunda Clase de la Orden de Muhammad (Reino de Marruecos).
- Miembro de Primera Clase de la Orden de la Nube Propicia (República de China).
- Gran Oficial de la Orden de Mono (República Togolesa).
- Cordón de Honor (República de Sudán).
- Miembro de Clase Excepcional de la Orden de la Estrella de Palestina (Estado de Palestina).
- Medalla de Primera Clase de la Orden de la Unidad (República del Yemen).

## Ancestros
|  |                                                             |  |  |  |  |  |  |  |  |  |  |  |  |  |  |  |
|  | 16. Turki bin Abdullah bin Muhammad                         |  |  |  |  |  |  |  |  |  |  |  |  |  |  |  |
|  |                                                             |  |  |  |  |  |  |  |  |  |  |  |  |  |  |  |
|  |                                                             |  |  |  |  |  |  |  |  |  |  |  |  |  |  |  |
|  | 8. Faisal bin Turki bin Abdullah Al Saud                    |  |  |  |  |  |  |  |  |  |  |  |  |  |  |  |
|  |                                                             |  |  |  |  |  |  |  |  |  |  |  |  |  |  |  |
|  |                                                             |  |  |  |  |  |  |  |  |  |  |  |  |  |  |  |
|  | 17. Hia bint Hamad bin Ali Al Faqih Angari Tamimi           |  |  |  |  |  |  |  |  |  |  |  |  |  |  |  |
|  |                                                             |  |  |  |  |  |  |  |  |  |  |  |  |  |  |  |
|  |                                                             |  |  |  |  |  |  |  |  |  |  |  |  |  |  |  |
|  | 4. Abd ul-Rahman bin Fáisal                                 |  |  |  |  |  |  |  |  |  |  |  |  |  |  |  |
|  |                                                             |  |  |  |  |  |  |  |  |  |  |  |  |  |  |  |
|  |                                                             |  |  |  |  |  |  |  |  |  |  |  |  |  |  |  |
|  | 18. Mishari bin Abdulrahman bin Hassan bin Mishari bin Saúd |  |  |  |  |  |  |  |  |  |  |  |  |  |  |  |
|  |                                                             |  |  |  |  |  |  |  |  |  |  |  |  |  |  |  |
|  |                                                             |  |  |  |  |  |  |  |  |  |  |  |  |  |  |  |
|  | 9. Sarah bint Mishari bin Abdulrahman bin Hassan Al Saud    |  |  |  |  |  |  |  |  |  |  |  |  |  |  |  |
|  |                                                             |  |  |  |  |  |  |  |  |  |  |  |  |  |  |  |
|  |                                                             |  |  |  |  |  |  |  |  |  |  |  |  |  |  |  |
|  | 2. Ibn Saúd                                                 |  |  |  |  |  |  |  |  |  |  |  |  |  |  |  |
|  |                                                             |  |  |  |  |  |  |  |  |  |  |  |  |  |  |  |
|  |                                                             |  |  |  |  |  |  |  |  |  |  |  |  |  |  |  |
|  | 20. Mohammed bin Turki bin Suleiman Al Sudairi              |  |  |  |  |  |  |  |  |  |  |  |  |  |  |  |
|  |                                                             |  |  |  |  |  |  |  |  |  |  |  |  |  |  |  |
|  |                                                             |  |  |  |  |  |  |  |  |  |  |  |  |  |  |  |
|  | 10. Ahmed Al Kabir bin Mohammed bin Turki Al Sudairi        |  |  |  |  |  |  |  |  |  |  |  |  |  |  |  |
|  |                                                             |  |  |  |  |  |  |  |  |  |  |  |  |  |  |  |
|  |                                                             |  |  |  |  |  |  |  |  |  |  |  |  |  |  |  |
|  | 5. Sarah bint Ahmed Al Kabir bin Mohammed Al Sudairi        |  |  |  |  |  |  |  |  |  |  |  |  |  |  |  |
|  |                                                             |  |  |  |  |  |  |  |  |  |  |  |  |  |  |  |
|  |                                                             |  |  |  |  |  |  |  |  |  |  |  |  |  |  |  |
|  | 1. Sultan de Arabia Saudita                                 |  |  |  |  |  |  |  |  |  |  |  |  |  |  |  |
|  |                                                             |  |  |  |  |  |  |  |  |  |  |  |  |  |  |  |
|  |                                                             |  |  |  |  |  |  |  |  |  |  |  |  |  |  |  |
|  | 24. Ahmed Al Kabir bin Mohammed bin Turki Al Sudairi (= 10) |  |  |  |  |  |  |  |  |  |  |  |  |  |  |  |
|  |                                                             |  |  |  |  |  |  |  |  |  |  |  |  |  |  |  |
|  |                                                             |  |  |  |  |  |  |  |  |  |  |  |  |  |  |  |
|  | 12. Muhammed bin Ahmed Al Kabir Al Sudairi                  |  |  |  |  |  |  |  |  |  |  |  |  |  |  |  |
|  |                                                             |  |  |  |  |  |  |  |  |  |  |  |  |  |  |  |
|  |                                                             |  |  |  |  |  |  |  |  |  |  |  |  |  |  |  |
|  | 6. Ahmed bin Muhammed Al Sudairi                            |  |  |  |  |  |  |  |  |  |  |  |  |  |  |  |
|  |                                                             |  |  |  |  |  |  |  |  |  |  |  |  |  |  |  |
|  |                                                             |  |  |  |  |  |  |  |  |  |  |  |  |  |  |  |
|  | 3. Hassa bint Ahmed Al Sudairi                              |  |  |  |  |  |  |  |  |  |  |  |  |  |  |  |
|  |                                                             |  |  |  |  |  |  |  |  |  |  |  |  |  |  |  |
|  |                                                             |  |  |  |  |  |  |  |  |  |  |  |  |  |  |  |
|  | 28. Mohammed Al Suwaidi                                     |  |  |  |  |  |  |  |  |  |  |  |  |  |  |  |
|  |                                                             |  |  |  |  |  |  |  |  |  |  |  |  |  |  |  |
|  |                                                             |  |  |  |  |  |  |  |  |  |  |  |  |  |  |  |
|  | 14. Ali bin Mohammed Al Suwaidi                             |  |  |  |  |  |  |  |  |  |  |  |  |  |  |  |
|  |                                                             |  |  |  |  |  |  |  |  |  |  |  |  |  |  |  |
|  |                                                             |  |  |  |  |  |  |  |  |  |  |  |  |  |  |  |
|  | 7. Sharifa bint Ali bin Mohammed Al Suwaidi                 |  |  |  |  |  |  |  |  |  |  |  |  |  |  |  |
|  |                                                             |  |  |  |  |  |  |  |  |  |  |  |  |  |  |  |
|  |                                                             |  |  |  |  |  |  |  |  |  |  |  |  |  |  |  |